# Mount Olive (condado de Jefferson)
Mount Olive (también, Mt Olive) es un lugar designado por el censo (en inglés, census-designated place, CDP) situado en el condado de Jefferson, Alabama, Estados Unidos. Según el censo de 2020, tiene una población de 4427 habitantes.

## Geografía
La localidad está ubicada en las coordenadas 33°40′09″N 86°52′32″O / 33.66917, -86.87556 (33.669286, -86.87549). Según la Oficina del Censo, tiene una superficie total de 24.09 km², de los cuales 24.08 km² corresponden a tierra firme y 0.01 km² están cubiertos de agua.

## Demografía

### Censo de 2020
| Raza                   | Núm. | Porc.   |
| ---------------------- | ---- | ------- |
| Blancos                | 4055 | 91.60%  |
| Afroamericanos         | 120  | 2.71%   |
| Amerindios             | 16   | 0.36%   |
| Asiáticos              | 19   | 0.43%   |
| Isleños del Pacífico   | 1    | 0.02%   |
| De otras razas         | 33   | 0.75%   |
| De una mezcla de razas | 183  | 4.13%   |
| Total                  | 4427 | 100.00% |

Del total de la población, el 1.87% son hispanos o latinos de cualquier raza.

### Estimación 2019-2023
Según la estimación 2019-2023 de la Oficina del Censo, los ingresos medios de los hogares de la localidad son de $84,120 y los ingresos medios de las familias son de $122,875.